# Kurier Literacko-Naukowy
Kurier Literacko-Naukowy – tygodnik, dodatek do Ilustrowanego Kuriera Codziennego, wydawany w latach 1924–1939.